# Ecotrópica
Ecotrópica ist eine brasilianische Naturschutzorganisation, die 1989 von Adelaberto Eberhard in Cuiabá, Mato Grosso, gegründet wurde. Ecotrópica ist Mitglied im internationalen Seennetzwerk  Living Lakes des Global Nature Fund. 
In den 1980er Jahren hat sich Ecotrópica erfolgreich dafür eingesetzt, dass die Pläne zur Hidrovía, dem Ausbau des Rio Paraguay im brasilianischen Pantanal zu Fall gebracht wurden. Inmitten des südamerikanischen Kontinents sollte eine 3.500 Kilometer lange Wasserstraße entstehen, die ganzjährig schiffbar ist. Dazu hätten große Teile des zweitgrößten Fluss-Systems mit Strömen wie dem Rio Paraná und dem Rio Paraguai umgebaut und künstlich angepasst werden müssen. Der größte Leidtragende des ambitionierten Vorhabens wären das Pantanal und seine Lebensadern gewesen. Am Ende wurde sie doch gebaut.
Im Jahr 2000 ernannte die UNESCO den Nationalpark Pantanal Matogrossense und die drei angrenzenden Schutzgebiete der brasilianischen Umweltschutzorganisation Ecotrópica (Gesamtfläche 1878 km²) zum Weltnaturerbe.
Aktuell kämpft Ecotrópica in Zusammenarbeit mit dem Global Nature Fund gegen den Bau weiterer Ethanolfabriken im Einzugsbereich der Flüsse des Pantanal. Der Global Nature Fund und Ecotropica haben das Pantanal zum bedrohten See des Jahres 2007 ernannt.